# تپه دشت بناب ۲
تپه دشت بناب ۲ مربوط به دوره ساسانیان است و در شهرستان خرم بید، بخش مشهد مرغاب، ۱/۵ کیلومتری شمال کارخانه یک و یک واقع شده و این اثر در تاریخ ۲۶ اسفند ۱۳۸۶ با شمارهٔ ثبت ۲۱۸۴۶ به‌عنوان یکی از آثار ملی ایران به ثبت رسیده است.